# Indirana salelkari
Indirana salelkari é uma espécie de anfíbio gimnofiono da família Ranixalidae. Está presente na Índia. A UICN classificou-a como em perigo crítico.